# Estación de Vale do Peso
La Estación Ferroviaria de Vale do Peso, igualmente conocida como Estación de Vale do Peso, es una plataforma ferroviaria del Ramal de Cáceres, que sirve a la parroquia de Vale do Peso, en el Distrito de Portalegre, en Portugal.

## Descripción

### Localización
La estación se encuentra junto a la localidad de Vale do Peso.

### Vías de circulación y plataformas
En enero de 2011, tenía dos vías de circulación, ambas con 375 metros de longitud, y dos plataformas, que presentaban 81 y 54 metros de extensión, y 20 y 25 centímetros de altura.

## Historia

### Inauguración y expansión
El Ramal de Cáceres fue totalmente construido por la Compañía Real de los Caminhos de Ferro Portugueses, habiéndose iniciado las obras el 15 de julio de 1878; esta conexión entró en servicio el 15 de octubre del año siguiente, pero la apertura oficial solo se realizó el 6 de junio de 1880.

### sigloXXI
La operadora Comboios de Portugal suprimió todos los convoyes Regionales en el Ramal de Cáceres el 1 de febrero de 2011, quedando esta plataforma sin ningún servicio.